# تشارلز بي. أتوود
تشارلز بي. أتوود (بالإنجليزية: Charles B. Atwood) هو مهندس معماري أمريكي، ولد في 1849 في Charlestown, Boston ‏ في الولايات المتحدة، وتوفي في 1895 في شيكاغو في الولايات المتحدة.